# Il muro di gomma
Pour plus de détails, voir Fiche technique et Distribution.
Il muro di gomma est un film italien réalisé par Marco Risi, sorti en 1991.

## Fiche technique
- Titre français : Il muro di gomma
- Réalisation : Marco Risi
- Scénario : Sandro Petraglia, Andrea Purgatori et Stefano Rulli
- Photographie : Mauro Marchetti
- Musique : Francesco De Gregori
- Production : Mario Cecchi Gori, Vittorio Cecchi Gori et Maurizio Tedesco
- Pays d'origine : Italie
- Genre : drame
- Date de sortie : 1991

## Distribution
- Corso Salani : Rocco Ferrante
- Angela Finocchiaro : Giannina
- Antonello Fassari : Franco
- Ivano Marescotti : Giulio
- Sergio Fiorentini : Capo Stato Maggiore Aereonautica
- Tony Sperandeo : Sottufficiale Areonautica
- Tony Kendall : Colonel
- Giovanni Pellegrino : Benzinaio
- Ivo Garrani : Copo Stato Maggiore della Difesa
- Dino Risi : Directeur (voix)
- Simona Caparrini : une journaliste